# Opel Manta
Opel Manta – osobowy samochód sportowy z dwudrzwiowym nadwoziem typu coupé produkowany przez niemiecką firmę Opel w latach 1970–1988.

## Opel Manta A
Opel Manta A – odpowiedź Opla na Forda Capri, został zaprezentowany we wrześniu 1970 roku. Produkowany w latach 1970–1975. Dzielił podzespoły z sedanem Opel Ascona. Projektantem nadwozia był Erhard Schnell.
Topowa odmiana Manty wprowadzona w 1974 roku nosiła oznaczenie GT/E i posiadała silnik 1,9 l (1897 cm³) z wtryskiem paliwa Bosch o mocy 105 KM i osiągała prędkość maksymalną 188 km/h. Mogła posiadać 4-biegową manualną lub 3-biegową automatyczną skrzynię biegów. Manta osiągnęła wielki rynkowy sukces. Oferowana była na rynkach Europy Zachodniej, a także USA, jednak tam, ze względu na niewielkie rozmiary i małe silniki samochód nie przyjął się zbyt dobrze. 
W ostatnim roku produkcji 1975 wprowadzono dwie wersje limitowane z lepszym wyposażeniem: Swinger z silnikiem 1,6 l (lakierowaną na biało, z żółto-czerwonym paskiem z boku) i Black Magic z silnikiem 1.9 l (lakierowaną na czarno, z żółto-czerwonym paskiem z boku – ok. 600 sztuk). 
Wyprodukowano 498 533 sztuk Manty A. W 1975 roku Manta A została zastąpiona przez model B.

## Opel Manta B
Opel Manta B – następca Manty A zadebiutował na rynku w roku 1975 i pozostał w produkcji aż do 1988 roku. Dzielił płytę podłogową oraz większość rozwiązań mechanicznych z Asconą B. Manta dostępna była w wielu wersjach wyposażeniowych i silnikowych (od 1,2l do 2,4l w wersji 400). Manta B pierwszej serii (potocznie zwanej B1, produkowanej w latach 1975-1982) dostępna była w wielu wersjach wyposażenia: Manta, Manta L, Manta Berlinetta, Manta SR oraz Manta GT/E. W roku 1978 oprócz 2-drzwiowego coupe pojawił się także 3-drzwiowy hatchback. Największy lifting Manta przeszła w 1982 roku (potocznie nazywany Mantą B2) - chromowane zderzaki zamieniono na duże, plastikowe spojlery, zmieniono nieco wnętrze auta, wzory felg i mnóstwo drobnych szczegółów. W roku 1984 odmiana GT/E została przemianowana na GSi celem dopasowania nazewnictwa do debiutującego na Rynku Opla Kadetta E GSi.
Manta GSi od roku 1987 mogła być fabrycznie wyposażona w pakiet "Irmscher GSi Exclusiv" który obejmował trzyczęściowy tylny spojler znany z rajdowej Manty 400, poczwórne, okrągłe przednie reflektory, blendę pomiędzy tylnymi światłami i masywniejszy tylny zderzak, na który przeniesiona została tablica rejestracyjna. Ponadto wersja Irmscher wyróżniała się czarno-czerwoną tapicerką wnętrza.
W roku 1988 można było zamówić Mantę wyposażoną w katalizator, dzięki czemu samochód spełniał normy Euro 1. W tej wersji moc została obniżona ze 110 KM do 107 KM.
W Polsce Manta nigdy nie była samochodem szczególnie popularnym. Największy sukces odniosła na rodzimym rynku niemieckim. Obecnie doczekała się tam statusu auta kultowego, symbolu epoki lat '80-'90 i nieodłącznego elementu niemieckiej kultury tamtych czasów.
W 1991 roku o Mancie B nakręcono dwie komedie - "Manta, der Film", oraz bardziej znany "Manta, Manta". Oprócz tego samochód obecny jest w tekstach wielu piosenek, a w Niemczech niegdyś bardzo popularne były żarty o Mantach i ich kierowcach.
W sumie w latach 1970-1988 Opel wyprodukował 1.056.436 egzemplarzy Manty A i B. Ostatnia Manta zjechała z taśmy produkcyjnej zakładów Opla w Antwerpii 26 sierpnia 1988 roku. Na następcę w postaci Opla Calibry klienci musieli czekać niespełna dwa lata - do maja 1990 roku.

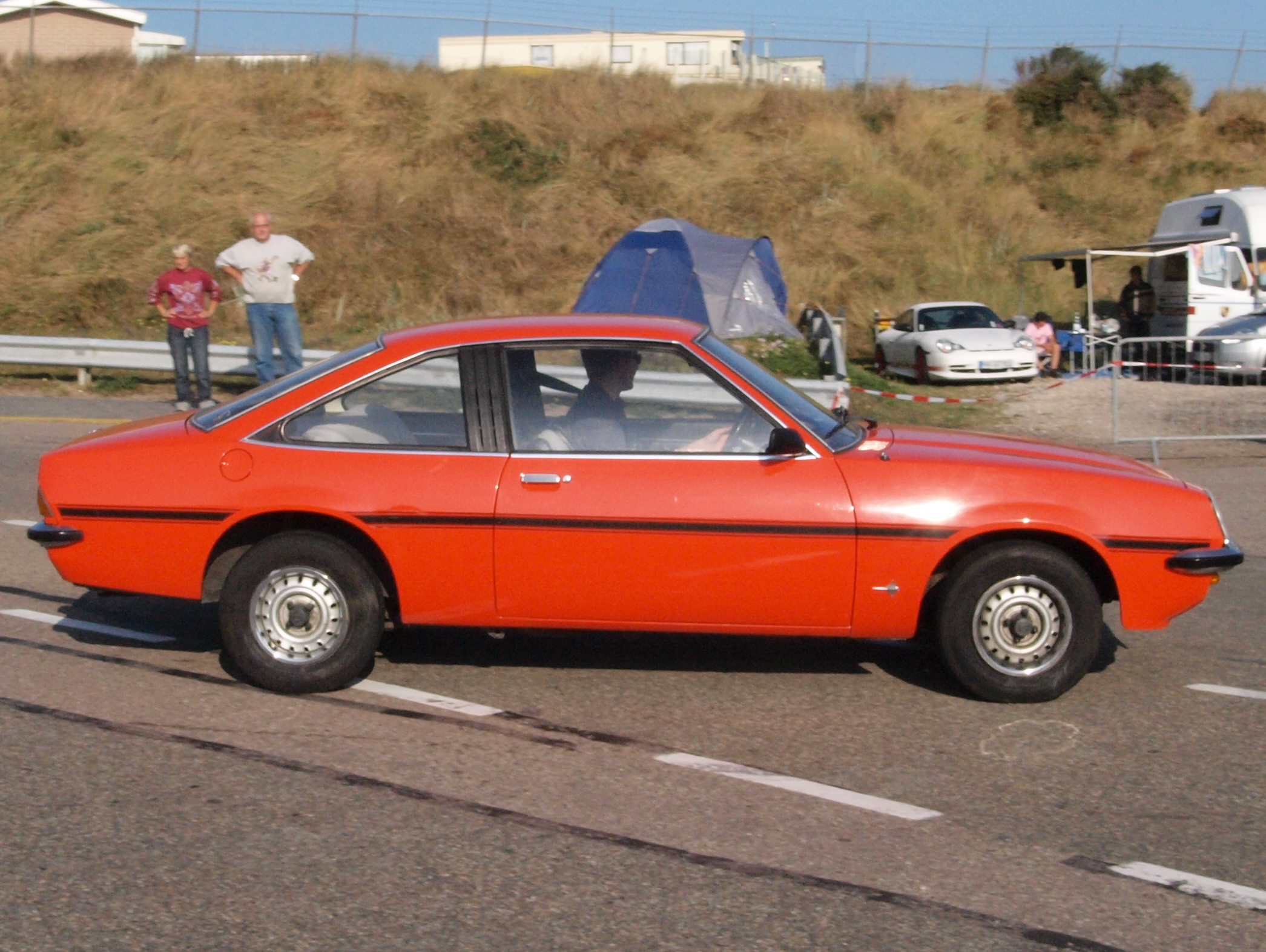
Manta B z boku
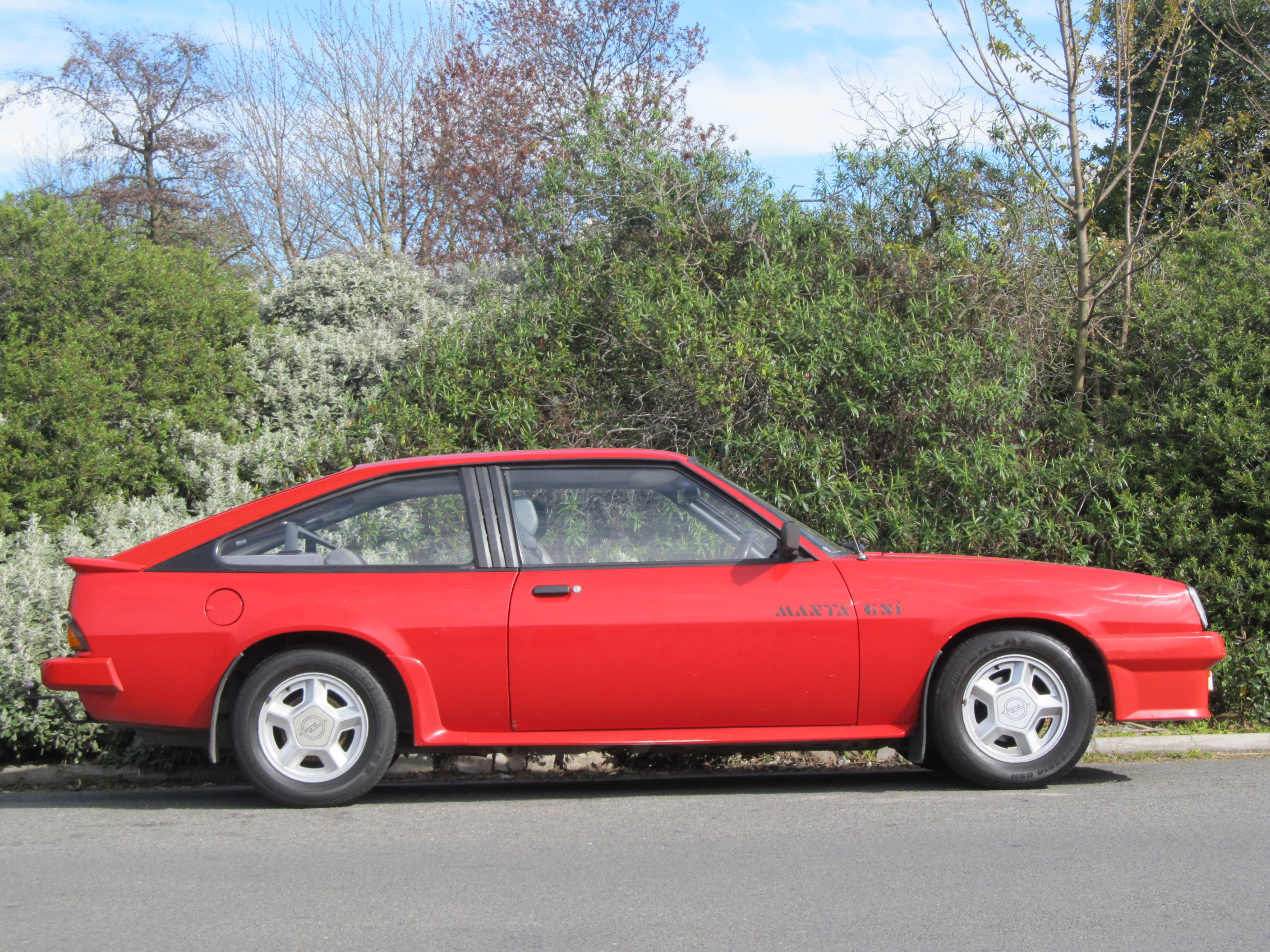
Manta B hatchback z boku
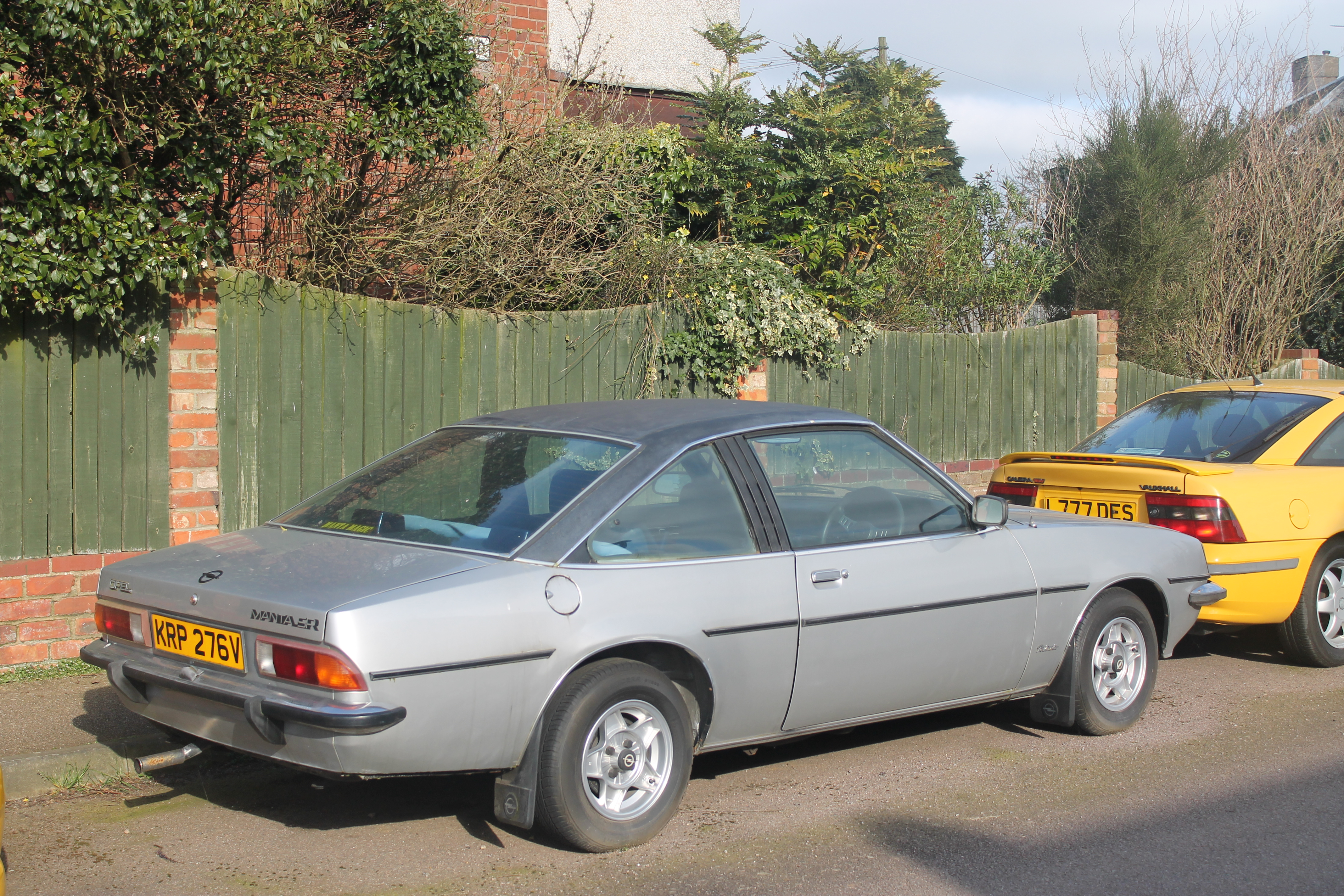
Manta Berlinetta SR od tyłu
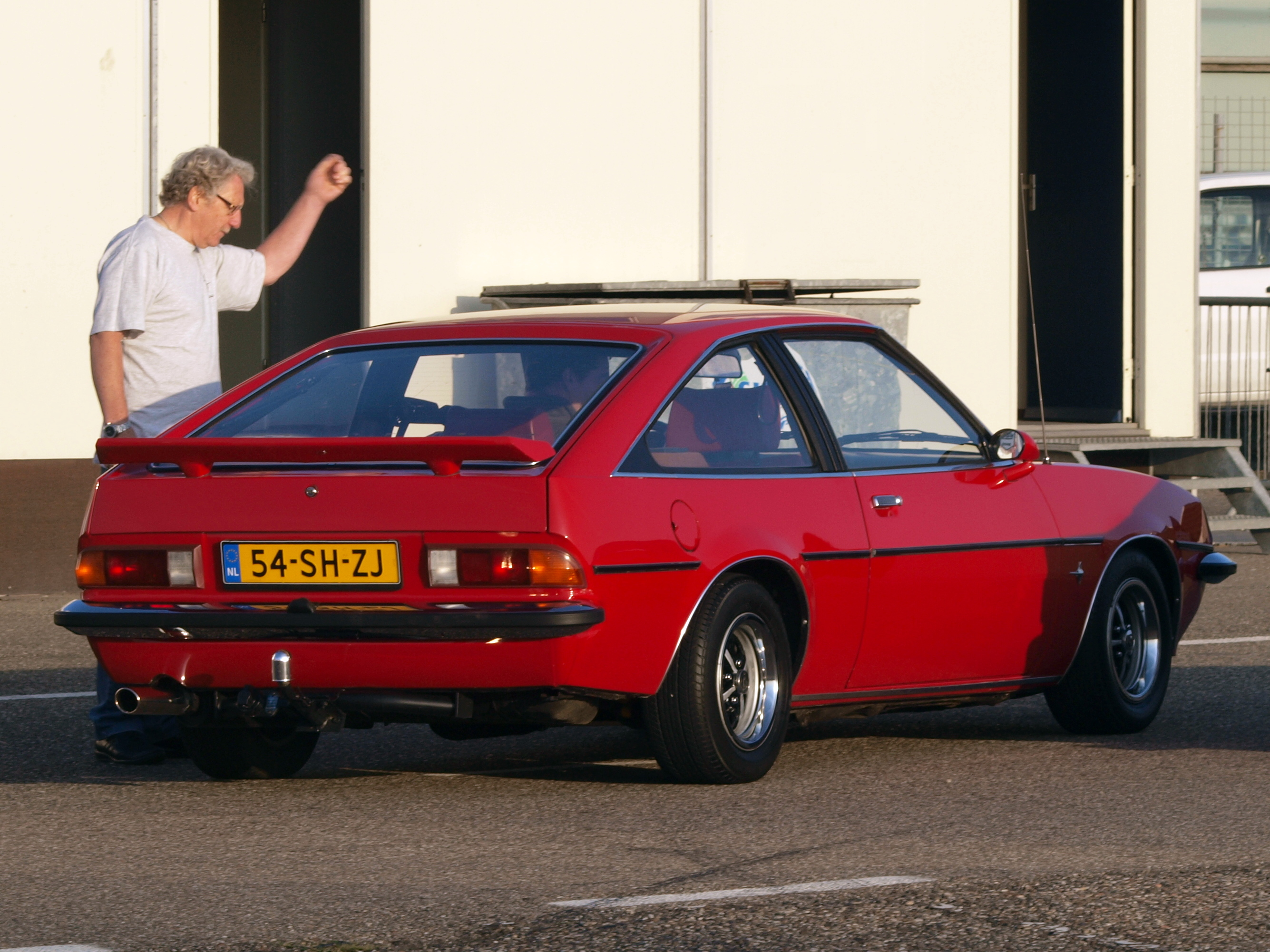
Manta B hatchback od tyłu
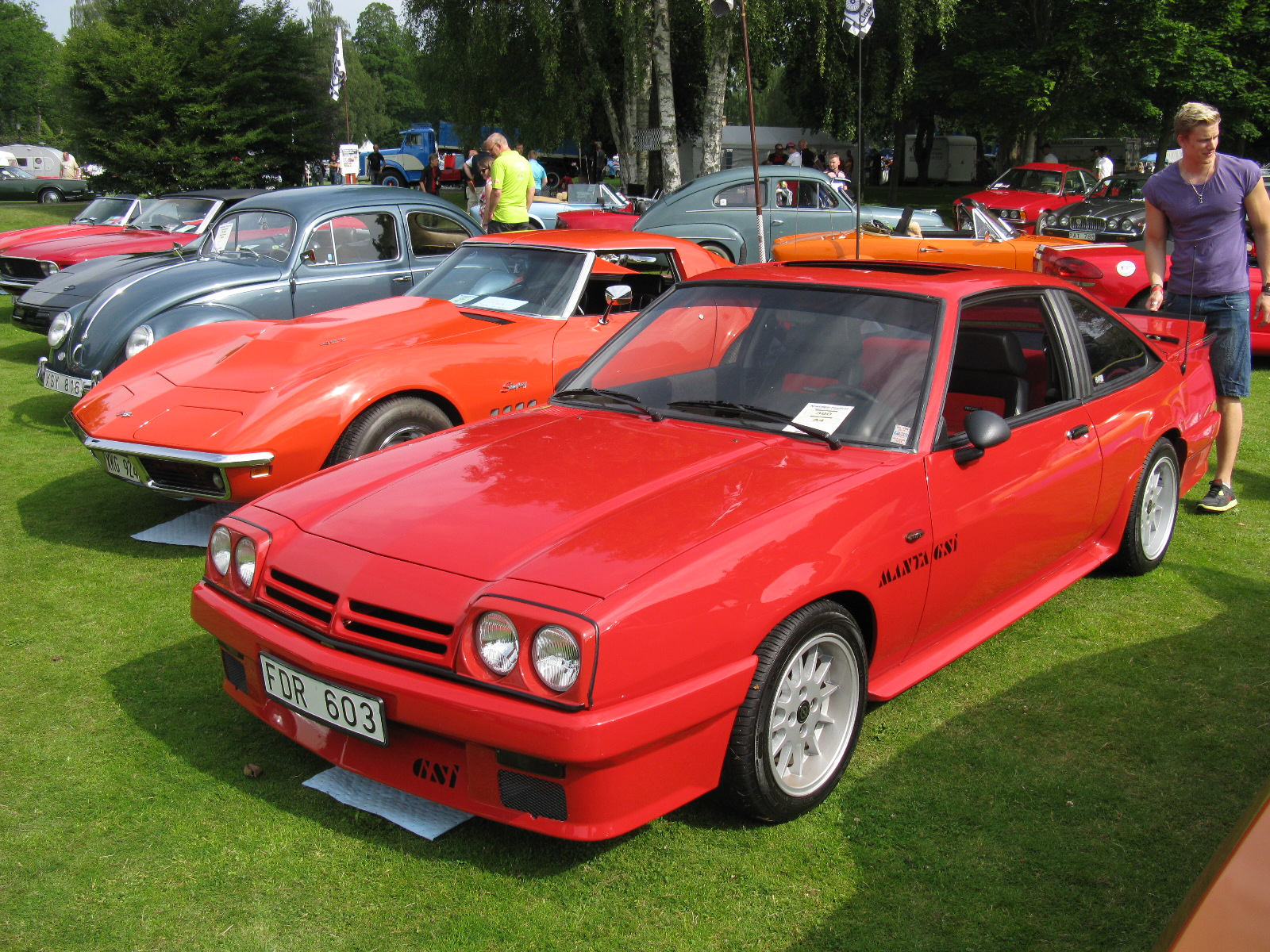
Manta GSi Irmscher